# Římskokatolická farnost Hrabyně
Římskokatolická farnost Hrabyně je územní společenství římských katolíků v děkanátu Ostrava ostravsko-opavské diecéze.
Farním kostelem je poutní kostel Nanebevzetí Panny Marie v Hrabyni, novogotická stavba vysvěcená roku 1887. Na hřbitově se nalézá rovněž novogotická hřbitovní kaple z počátku 20. století.
V přifařených vsích se nacházejí kaple, a to kaple v Josefovicích a hřbitovní kaple ve Lhotě z roku 1904. Ve Smolkově se nalézala kaple Panny Marie z roku 1866, ta byla však zničena za Ostravské operace a na jejím místě je nyní jen zvonice. V Budišovicích je kaple svatého Víta z roku 1873.
V areálu rehabilitačního ústavu v Hrabyni, existujícího od 50. let 20. století, byla po roce 1990 vybudována kaple svaté Kláry (vysvěcena 2002) a vzniklo duchovní centrum svaté Kláry řízené nejprve Charitou Ostrava a od roku 2006 samostatnou Charitou Hrabyně. Není však duchovně spravováno z hrabyňské farnosti, nýbrž z farnosti Velká Polom.

## Historie
První (dřevěný) kostel v Hrabyni byl postaven a vysvěcen roku 1497 za paní Markéty z Drahanovic, vdovy po Aleši (Hrabyňkovi) z Bítova, farnost se však u něho v předbělohorské dob neuvádí a Hrabyně spadala k farnosti Velká Polom. Od 18. století se šířila tradice poutí k mariánskému obrazu v kostele a tehdejší majitelé statku svobodní pánové Mitrovští z Nemyšle – Arnošt Matyáš (1711–1730) a jeho syn Arnošt Benjamin (1730–1766) – nechali v Hrabyni vystavět v letech 1723–1731 zděný barokní kostel, k němž byla roku 1753 přistavěna věž, oratorium a hřbitovní zeď. Teprve 5. července 1761 nový kostel vysvětil olomoucký pomocný biskup Jan Karel Leopold von Scherffenberg. Mitrovští z Nemyšle podporovali rozvoj hrabyňských poutí a investovali mnoho do vybavení a výzdoby kostela i jeho okolí.
Vrchnost usilovala o zřízení samostatné farnosti, což se nejprve nepodařilo, díky sumě 5400 zlatých složené bratry Janem Nepomukem, Arnoštem Benjaminem, Maxmiliánem Josefem a Janem Křtitelem svobodnými pány Mitrovskými z Nemyšle se podařilo roku 1758 alespoň zřídit stálou expozituru velkopolomské fary. Expozitor měl sloužit týdně tři mše pro vrchnost. Roku 1766 před svou smrtí zřídil bezdětný Arnošt Benjamin Mitrovský ještě další nadaci 4000 zlatých na vydržování zvláštního kooperátora, jenž by sloužil mše u oltáře bratrstva svatého Jana Nepomuckého, a k vydržování tohoto kooperátora se 26. listopadu 1769 zavázal i velkopolomský farář.
Při zahušťování farní sítě v rámci josefinských reforem byla roku 1784 zřízena v Hrabyni samostatná lokální kuracie, která byla roku 1843 povýšena na farnost.
Největší rozkvět hrabyňských poutí je spojen se jménem faráře Jana Böhma (1824–1909), který v Hrabyni působil od roku 1863. Proslavil se svými kázáními poutníkům a buditelskou činností mezi slezskými Čechy. Mimoto prosadil zbourání cenného barokního kostela a vybudování nového velkého chrámu v novogotickém stylu (1885–1886).
Patronát farnosti měla vrchnost, tedy od 18. století do roku 1832 Mitrovští z Nemyšle, v letech 1832–1837 Arnošt rytíř Čejka z Badenfeldu, a poté řád německých rytířů.

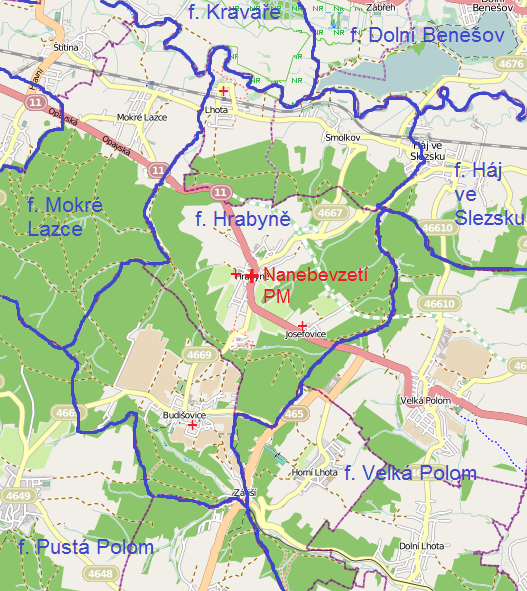
Farnost Hrabyně (2013). Křížky vyznačena poloha farního kostela a kaplí.

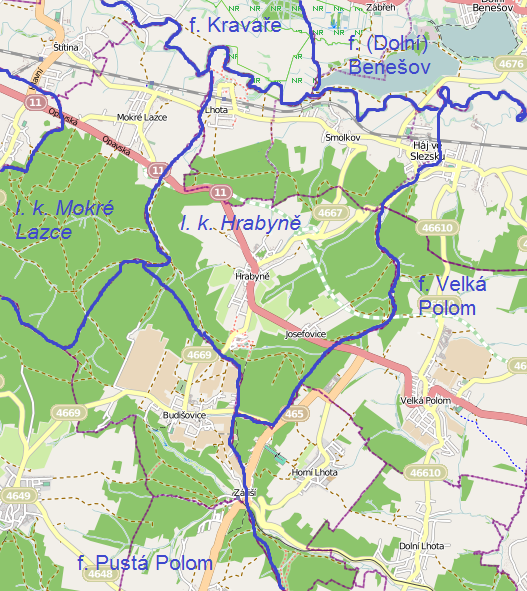
Územní rozsah lokální kuracie Hrabyně při jejím vzniku (1784).

K farnosti patřily od jejího vzniku vedle Hrabyně blízká ves Josefovice a dále vesnice Lhota a Smolkov. Ke Smolkovu patřila část osady Svoboda / Háj ve Slezsku (druhá se nacházela na území Chabičova), a tato část patřila k hrabyňské farnosti do roku 1925, kdy byla připojena k farnosti v Chabičově (dnes farnost Háj ve Slezsku. Naopak ve 2. polovině 20. století byla k farnosti připojena obec Budišovice, do té doby náležející k farnosti Pustá Polom.
V roce 1862 žilo ve farnosti 1932 římských katolíků, vedle tří židů.
Území dnešní farnosti (do roku 1784 v rámci farnosti Velká Polom) patřilo původně k děkanátu Opava, v letech 1670–1780 k děkanátu Hlučín, v letech 1780–1952 k děkanátu Hradec (nad Moravicí), v letech 1952–1962 opět k děkanátu Opava a od reorganizace děkanátů k 1. lednu 1963 patří znovu k děkanátu Hlučín. Do roku 1996 byla součástí (arci)diecéze olomoucké, od uvedeného roku pak nově vytvořené diecéze ostravsko-opavské.

## Bohoslužby
| Kostel                                | Místo   | Bohoslužba (den)               | Hodina                                                             | Poznámka     |
| ------------------------------------- | ------- | ------------------------------ | ------------------------------------------------------------------ | ------------ |
| kostel Nanebevzetí Panny Marie        | Hrabyně | sobota (první v měsíci) neděle | 18.00 (léto), 17.00 (zima) 7.30 a 10.30                            | farní kostel |
| kaple svaté Kláry (centrum sv. Kláry) | Hrabyně | úterý čtvrtek sobota           | 15.00 (léto), 15.30 (zima) 15.30 (léto) 15.00 (léto), 15.30 (zima) | kaple        |